# Мебе Нго’о, Эдгар Ален
Эдгар Ален Мебе Нго’о (фр. Edgar Alain Mébé Ngo'o; 22 января 1957, Сангмелима, Французский Камерун) — камерунский политический и государственный деятель. Министр национальной безопасности (глава национальной полиции) (2004—2009). Министр обороны (2009—2015). Министр транспорта (2015—2017).

## Биография
С 1985 по 1988 год работал советником по экономическим вопросам губернатора Восточного региона Камеруна, с 1988 по 1991 год — руководителем Северного региона. Позже, был префектом Департамента Осеан (1991—1995), префектом департамента Мефу и Афамба (1995—1996), с 1996 по 1997 год — префектом департамента Мфунди.
В 1997 года был назначен руководителем кабинета при президенте. После семи лет на этой должности занял пост Министра национальной безопасности (главы национальной полиции) (2004—2009). Занимался борьбой со злоупотреблениями в полиции и созданием в 2005 году «внутренней полиции», публично признал коррупцию в полиции, применение пыток и вымогательств.
В мае 2014 года после массового похищения в Чибоке 276 девушек-школьниц боевиками Боко харам президентом Камеруна П. Бийя был снят с должности и назначен министром транспорта.
В марте 2019 года в его доме полицией был произведен обыск, он был арестован по обвинению в коррупции и теперь ожидает рассмотрения дела в специальном уголовном суде. В настоящее время находится в тюрьме.
В январе 2023 года он был приговорен к тридцати годам лишения свободы за растрату государственных средств..